# Ill Repute
Gli Ill Repute sono un gruppo hardcore punk statunitense di Oxnard formatosi nel 1981.

## Formazione originale
- John Phaneuf - voce
- Tony Cortez - chitarra
- Jim Callahan - basso
- Carl Valdez - batteria

## Discografia

### Album in studio
- 1985 - Omelette, (Mystic Records)
- 1989 - Transition, (Mystic Records)
- 1994 - Big Rusty Balls, (Dr. Strange Records)
- 1997 - Positive Charged, (GTA)
- 1997 - Bleed, (Edge Records)
- 1998 - And Now..., (Edge Records)

### Album live
- 2005 - Live, (Let Them Eat Records)

### EP
- 1983 - Oxnard - Land of No Toilets, (Mystic Records)
- 1984 - What Happens Next, (Mystic Records)
- 1984 - Halloween/Live at Mystic, (Mystic Records)

### Apparizioni in compilation
- 1984 - Nardcore, (Mystic Records)
- 1984 - COPulation - The Sound of Hollywood, (Mystic Records)
- 1984 - We Got Power, Vol. 2: Party Animal, (Mystic Records)
- 1985 - Mystic Super Seven Sampler #1, (Mystic Records)
- 2005 - Welcome to the Neighborhood, (Let Them Eat Records)